# Úrvalsdeild 1917
Úrvalsdeild 1917 byl 6. ročník nejvyšší islandské fotbalové ligy. Popáté zvítězil Knattspyrnufélagið Fram.

## Tabulka
| Poř. | Tým                          | Z | V | R | P | VG | OG | B |
| ---- | ---------------------------- | - | - | - | - | -- | -- | - |
| 1.   | Knattspyrnufélagið Fram      | 2 | 2 | 0 | 0 | 7  | 5  | 6 |
| 2.   | Knattspyrnufélag Reykjavíkur | 2 | 1 | 0 | 1 | 5  | 5  | 3 |
| 3.   | Knattspyrnufélagið Valur     | 2 | 0 | 0 | 2 | 3  | 5  | 0 |

## Nejlepší střelec
Gunnar Thorsteinsson (Fram) – 4